# Steatoda capensis
A Steatoda capensis é uma aranha originária da África do Sul. Devido às suas semelhanças com a aranha katipo, é comumente conhecida como falsa katipo na Nova Zelândia. Comum em todo o sul da África, foi introduzida em outros países e agora está presente na Austrália e em toda a Nova Zelândia. É uma aranha pequena, geralmente toda preta brilhante. Ela pode ter uma pequena mancha vermelha, laranja ou amarela brilhante perto da ponta do abdômen, juntamente com uma faixa em forma de meia-lua perto da frente do abdômen.
Acredita-se que, em alguns casos, a Steatoda capensis possa picar seres humanos, causando uma síndrome conhecida como esteatodismo, que foi descrita como uma forma menos grave de latrodectismo [en]. As picadas podem ser bastante dolorosas e causar mal-estar geral por cerca de um dia.

## Etimologia
O nome da espécie “capensis” se refere à Cidade do Cabo, que é o local de origem da aranha.

## Taxonomia

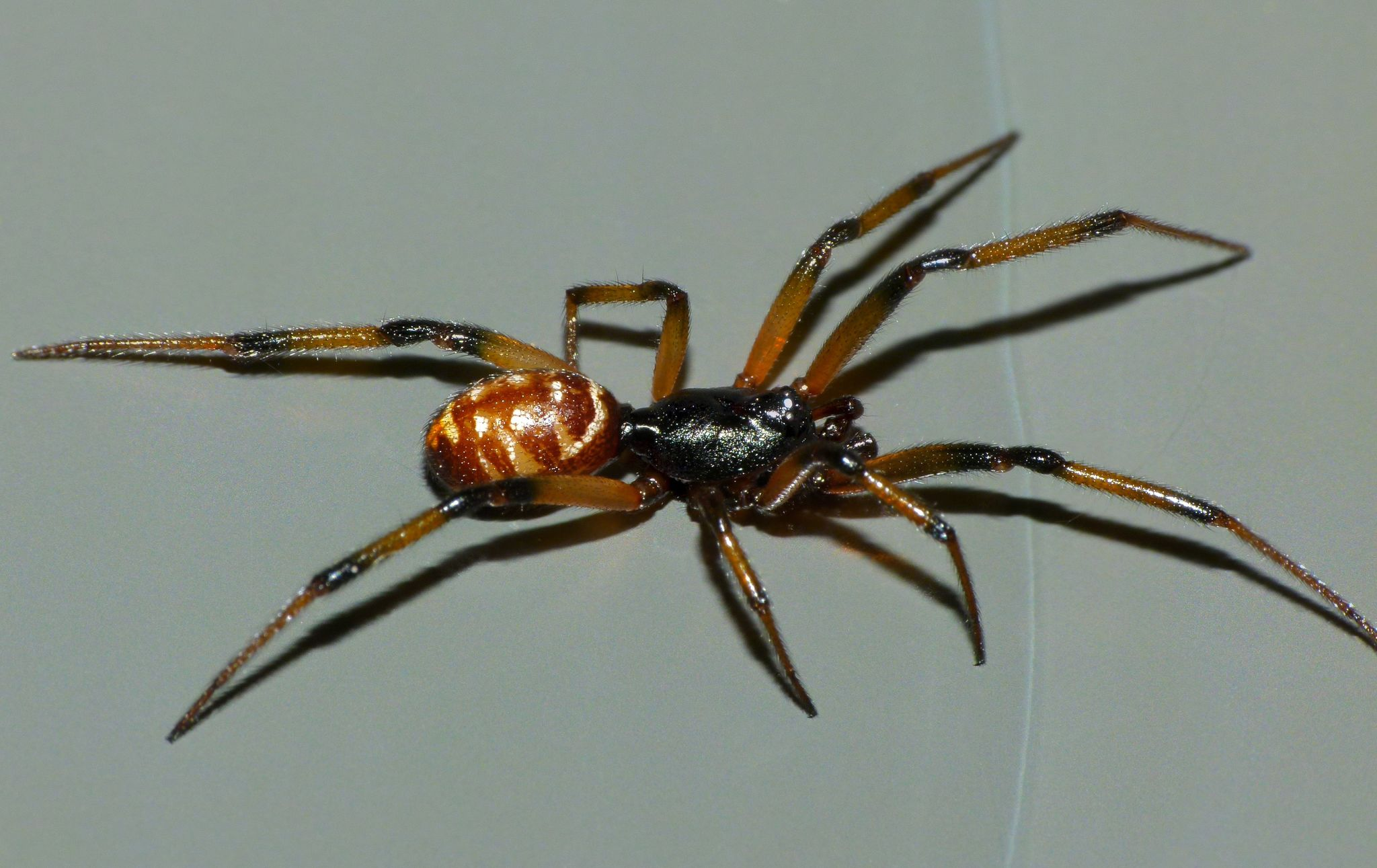
Macho da espécie Steatoda capensis

A Steatoda capensis foi descrita pela primeira vez em 1904 como Teutana lepida por Octavius Pickard-Cambridge a partir de espécimes coletados na África do Sul. Em 1977, a T. lepida foi transferida para o gênero Steatoda [en], uma vez que Teutana havia sido reconhecido anteriormente como sinônimo de Steatoda. No entanto, em 1990, foi reconhecido que havia uma espécie separada de aranha chamada Steatoda lepida [en], de modo que a espécie que era anteriormente T. lepida foi renomeada como Steatoda capensis.

## Distribuição e habitat

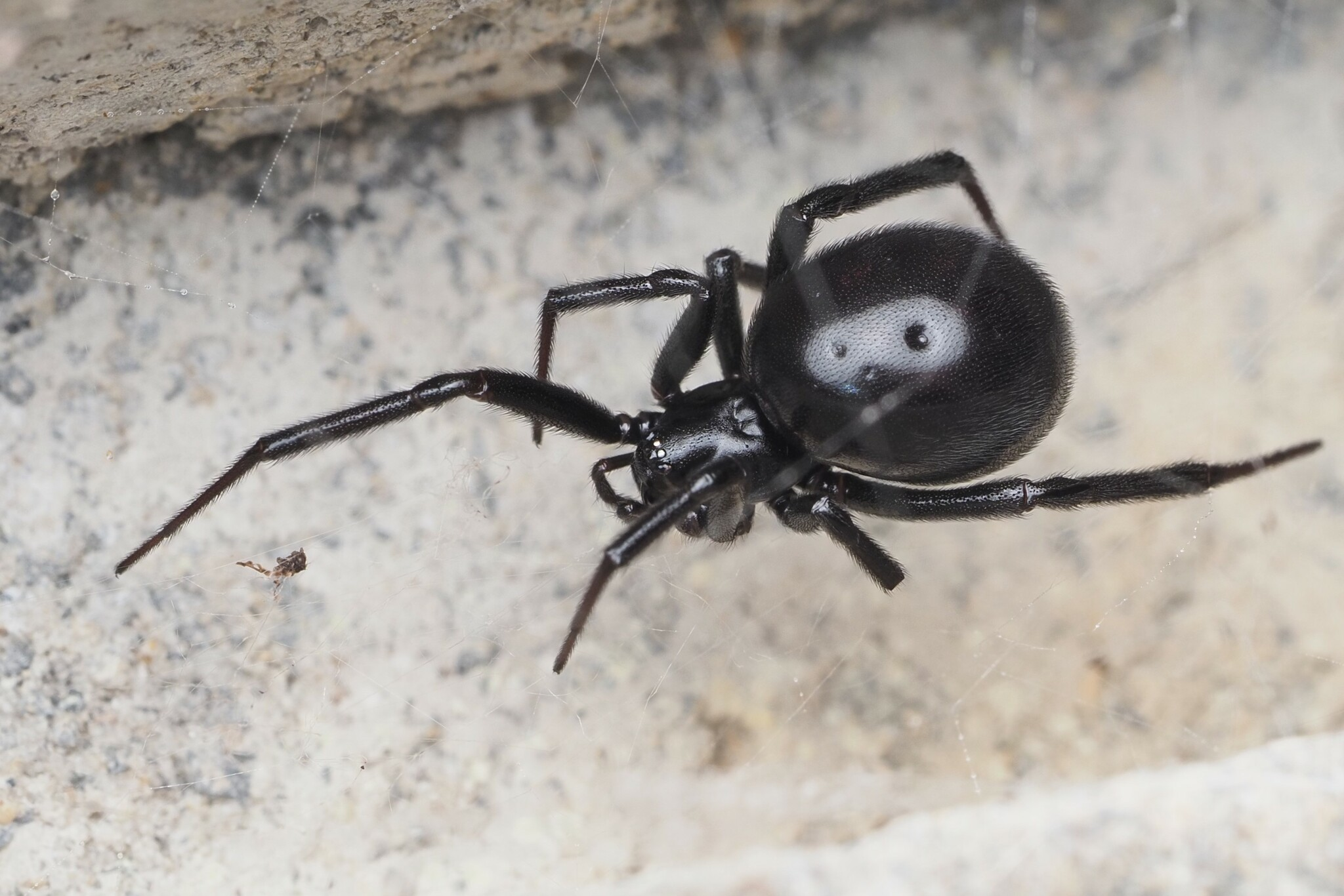
Fêmea da espécie Steatoda capensis

A Steatoda capensis é nativa da África do Sul, mas também é encontrada na Austrália e na Nova Zelândia (onde é especialmente difundida). As aranhas são sinantrópicas e frequentemente vivem sobre ou dentro de edifícios. Elas também vivem em uma variedade de outros habitats, como dunas de areia.

## Ecologia
Na Nova Zelândia, a Steatoda capensis ocorre em dunas de areia onde também ocorre a aranha katipo endêmica. As duas aranhas ocupam nichos semelhantes entre si, mas a S. capensis pode se reproduzir mais rapidamente. Por causa disso, é possível que a S. capensis esteja deslocando lentamente as aranhas katipo de seu habitat nativo, o que pode ser um fator que contribui para o declínio de sua população.

## Interações com os seres humanos
Embora não seja grave, a S. capensis produz uma mordida dolorosa quando ameaçada. As mordidas são infligidas predominantemente por fêmeas, mas os machos também podem morder. As mordidas de S. capensis podem causar esteatodismo, que pode ser considerado uma forma menos grave de latrodectismo. Os efeitos da picada normalmente incluem dor localizada e vermelhidão ao redor da picada, mas também podem incluir náusea e dores de cabeça. O antiveneno normalmente usado para picadas de Latrodectus hasselti também pode ser eficaz para picadas de S. capensis.